# Mala fama
Mala fama (en francés: Grosse Fatigue) es una película cómica francesa de 1994 dirigida por Michel Blanc. Fue presentada en la sección ofocial del Festival Internacional de Cine de Cannes de 1994.

## Argumento
Michel Blanc es un gran actor de cine. Sin embargo, ha sido acusado de abusar sexualmente de las actrices Josiane Balasko, Charlotte Gainsbourg y Mathilda May, de comportarse como un canalla en Cannes y de aceptar dudosos acuerdos publicitarios, como apariciones en supermercados, a espaldas de su agente. La evidencia está ahí para que todos la vean, pero Blanc sabe que es inocente. Busca la ayuda de su compañera actriz Carole Bouquet para arrojar luz sobre este asunto, y descubre que tiene un doble perfecto, Patrick Olivier, quien, después de haber sufrido toda su vida por su semejanza con Michel Blanc, ha decidido usar esto para sus finanzas.

## Reparto
- Michel Blanc como él mismo / Patrick Olivier
- Carole Bouquet como ella misma
- Philippe Noiret como él mismo
- Josiane Balasko como ella misma
- Marie-Anne Chazel como ella misma
- Christian Clavier como él mismo
- Guillaume Durand como él mismo
- Charlotte Gainsbourg como ella misma
- David Hallyday como él mismo
- Estelle Lefébure como ella misma
- Gérard Jugnot como él mismo
- Régine Zylberberg como ella misma
- Dominique Lavanant como ella misma
- Thierry Lhermitte como él mismo
- Mathilda May como ella misma
- Roman Polanski como él mismo
- Andrée Damant como Madame Volpi
- Dorothée Jemma como mujer embarazada
- Philippe du Janerand como Inspector
- François Morel como ayudante del inspector
- Jean-Louis Richard como psiquiatra
- Bruno Moynot como conductor
- Raoul Billerey como padre de Michel Blanc
- Dominique Besnehard como agente de Michel Blanc
- Bernard Farcy como trabajador del ANPE
- Vincent Grass como el libertino

## Acogida de la crítica
En Rotten Tomatoes, la película tiene una calificación de aprobación del 50%, basada en 6 reseñas, con una calificación promedio de 6.8 / 10.

## Premios y distinciones
Festival Internacional de Cine de Cannes
| Año  | Categoría     | Premiado     | Resultado |
| ---- | ------------- | ------------ | --------- |
| 1994 | Mejor Guion   | Michel Blanc | Ganador   |
| 1994 | Premio Vulcan | Pitof        | Ganador   |

Premios César
| Año  | Categoría   | Premiado     | Resultado |
| ---- | ----------- | ------------ | --------- |
| 1994 | Mejor Guion | Michel Blanc | Ganador   |